# Gautieria trabutii
Gautieria trabutii är en svampart som först beskrevs av Chatin, och fick sitt nu gällande namn av Narcisse Theophile Patouillard 1897. Gautieria trabutii ingår i släktet Gautieria och familjen Gomphaceae.   Inga underarter finns listade i Catalogue of Life.